# 653
653 (DCLIII) je bilo navadno leto, ki se je po julijanskem koledarju začelo na torek.

## Dogodki
- 1. januar

## Rojstva
- Hilderik II., kralj Frankov († 675)

## Smrti
- Jukuk šad, vladar Zahodnega turškega kaganata (* ni znano)